# پروکسیما (فیلم)
پروکسیما (انگلیسی: Proxima)، یک فیلم سینمایی فرانسوی در ژانر درام به نویسندگی و کارگردانی آلیس وینکور است که در سال ۲۰۱۹ اکران شد. اوا گرین در این فیلم در نقش زنی فضانورد به نام سارا ظاهر شده‌است که باید بین موقعیت سخت و پیچیده شغلی خود و زندگی شخصی از جمله ارتباط با دختر هشت ساله‌اش توازن برقرار کند. مت دیلون، لارس آیدینگر، زاندرا هولر دیگر ستارگان فیلم هستند.
بخش‌هایی از فیلم در آژانس فضایی اروپا جلوی دوربین رفت. پروکسیما نقدهای مثبتی دریافت کرد و به خصوص از نظر اجرای گرین تحسین شد.